# 井上達也
井上 達也（いのうえ たつや、1935年8月4日 - 2006年2月15日）は、日本の経営者。京都信用金庫理事長を務めた。

## 来歴・人物
京都府京都市出身。1956年に同志社大学法学部を卒業し、同年に京都信用金庫に入社。1975年に理事に就任し、1977年に常務、1984年に専務を経て、1986年7月に副理事長に就任し、1989年1月には理事長に昇格。2004年6月に会長に就任。
2006年2月15日に肺炎のために死去。70歳没。